# Леонард Вуд
Леонард Вуд (англ. Leonard Wood; 9 жовтня 1860 — 7 серпня 1927) — американський воєначальник і державний діяч, генерал-майор.

## Життєпис
У 1884 році закінчив Гарвардську медичну школу. Наступного року, як цивільний хірург, заключив контракт з армією США, досягши до 1891 року звання капітана та асистента хірурга. Брав участь в експедиціях проти індіанців Апачі аж до захоплення їхнього вождя Джеронімо у 1886 році, за що був нагороджений медаллю Пошани.
З початком іспансько-американської війни в 1898 році Леонард Вуд разом зі своїм товаришем Теодором Рузвельтом зібрав 1-й добровольчий кавалерійський полк США (відомий як «Мужні вершники») і став його першим командиром. Згодом полковник Л. Вуд став командиром 1-ї кавалерійської бригади США. Після участі в низці битв, зокрема при Лас-Гуасімас та за Сан-Хуан-Гілл, проведений у бригадні генерали.
З 23 грудня 1899 по 20 травня 1902 року — військовий губернатор Куби. На цій посаді Л. Вуд досяг значних успіхів у встановленні сучасних освітньої, судової і поліцейської систем, а також у сфері санітарного забезпечення, чим заслужив репутацію успішного адміністратора.
У 1903 році Л. Вуд став генерал-майором і був призначений губернатором провінції Моро на Філіппінських островах. У 1906—1908 роках він командував американськими вйськами на Філіппінах.
У 1908 році повернувся до США, перебував у Східному департаменті міністарства армії США. З 22 квітня 1910 по 21 квітня 1914 року — начальник штабу Армії США. У 1914 році був замінений на цій посаді Вільямом Вотерспуном. У 1915 році Л. Вуд опублікував «The Military Obligation of Citizenship».

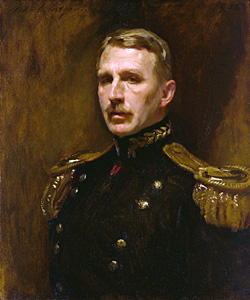
Портрет роботи Д. Сарджента (1903)

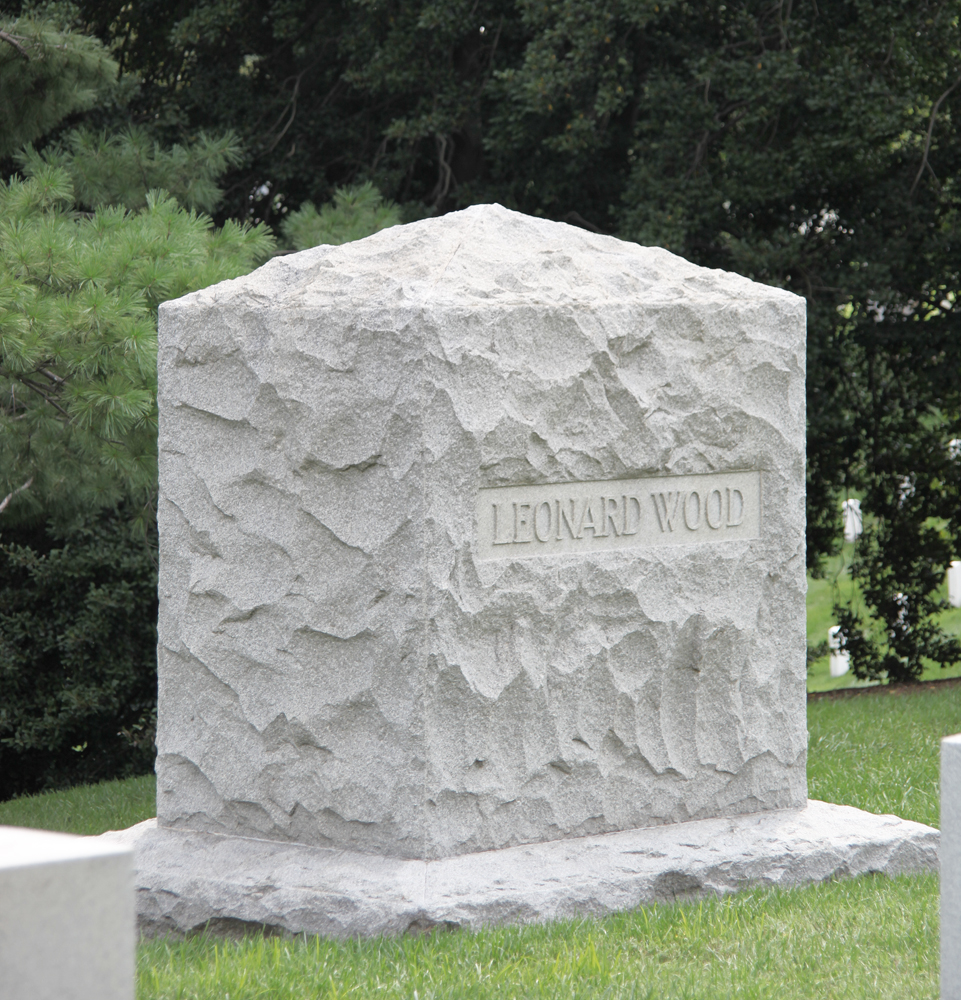
Намогильний камінь на Арлінгтонському національному цвинтарі

З вступом США у Першу світову війну у квітні 1917 року республіканці домагалися призначення Л. Вуда командувачем американським експедиційним корпусом, проте перевага була надана Джону Першингу. Натомість Л. Вуд опікувався підготовкою 10-ї і 89-ї дивізій у таборі Кемп-Фанстон. Будучи прихильником високої боєготовності країни, він доклав значних зусиль по створенню літнього табору для підготовки цивільних офіцерів у Платтсбурзі — моделі для подібних таборів в інших місцях.
Ототожнений у багатьох американців, як політичний спадкоємець Теодора Рузвельта, Л. Вуд став активним претендентом у кандидати в президенти США від республіканців у 1920 році. Проте, у десятому голосуванні, він поступився Воррену Гардінгу.
У 1921 році президент США В. Гардінг, зважаючи на адміністративний талант та досвід Л. Вуда, призначив його співголовою американської місії на Філіппінах (місія Вуда-Форбса). Місія зробила висновок, що негайне надання незалежності Філіппінам було б передчасним, і спонукала уряд США не залишати свою присутність на островах. Після цього Л. Вуд був призначений генерал-губернатором Філіппін. Цю посаду зберігав аж до свого виходу у відставку через хворобу в 1927 році.
Помер у Бостоні, після операції з видалення пухлини мозку, проведеної за методою Гарві Кушинга. Похований на Арлінгтонському національному цвинтарі.

## Нагороди
- Медаль Пошани (США).
- Медаль «За видатні заслуги» армії США.
- Медаль за Індійську кампанію.
- Медаль за Іспанську кампанію.
- Кубинська окупаційна медаль армії США.
- Медаль за Філіппінську кампанію.
- Медаль Перемоги у Першій світовій війні (США).